# Verrières-le-Buisson
Verrières-le-Buisson  [veʁiɛʁ lǝ byisɔ̃] je francouzská obec v departementu Essonne v regionu Île-de-France.

## Poloha
Město Verrières-le-Buisson se nachází asi 13 km jihozápadně od Paříže a protéká ním řeka Bièvre. Obklopují ho obce Châtenay-Malabry na severu, Antony na severovýchodě a na východě, Massy na jihovýchodě a na jihu, Igny na jihozápadě a Bièvres na západě a severozápadě.

## Historie
Archeologické objevy dokládají osídlení na tomto území již v době paleolitu a neolitu. Byly nalezeny též pozůstatky objektu villa rustica z římského období.
V roce 543 franský král Childebert I. daroval hospodářství Villa Vedrarias klášteru Saint-Germain-des-Prés. Další písemná zmínka pochází z roku 806, kdy byla Villa Vedrarias byla připojena k panství Antony, které patřilo stejnému klášteru. V okolí se nacházely vinice, ve středověku jsou zmiňovány tři mlýny na řece Bièvre.
Verrières-le-Buisson spadalo pod Antony až do konce 12. století. V roce 1177 papež Alexandr III. zřídil samostatnou farnost s vlastním kostelem sv. Anny. Ves byla opakovaně vypálena a obsazena Angličany během stoleté války. Stejně tak trpěla i během hugenotských válek, v roce 1562 byl vypálen kostel oddíly Ludvíka II. Bourbon-Condé.
V roce 1815 zde podnikatel Philippe de Vilmorin zřídil zemědělský podnik na produkci osiva, který zde působil až do 50. let 20. století. V roce 1964 byly pozemky prodány.

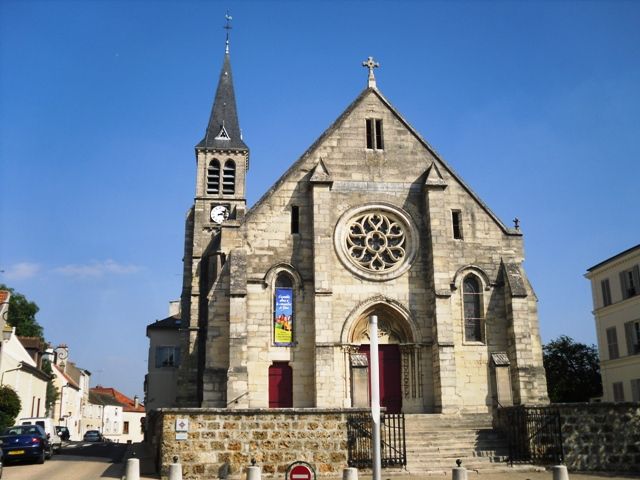
Kostel Nanebevzetí Panny Marie

## Pamětihodnosti
- Archeologické naleziště v sousedním lese s pravěkými nálezy je chráněno jako historická památka.[1]
- Kostel Nanebevzetí Panny Marie postavený ve 12. až 14. století je též památkově chráněn.[2]
- Zámek château Vaillant z 18. století
- Zámek château de Vilmorin ze 17. století[3]
- Zámek château du Bois-Loriot ze 17. století
- Zámek château de Mignaux z 18. století, dnes sídlo radnice
- Vodní mlýn z roku 1674

## Osobnosti
- Louise de La Vallière (1644-1710), milenka Ludvíka XIV. zde žila.
- Jean-Baptiste Say (1767-1832), ekonom a spisovatel zde žil.
- Paul Fort (1872-1960), básník a dramatik zde žil.
- René Clair (1898-1981), režisér a spisovatel zde žil.
- Antoine de Saint-Exupéry (1900-1944, spisovatel a letec zde žil.
- Henri Honoré d'Estienne d'Orves (1901-1941), člen francouzského odboje se zde narodil a je zde pohřben.
- André Malraux (1901-1976), spisovatel a politik zde žil a byl zde pohřben, než byly jeho ostatky převezeny do Pantheonu.
- Robert Hossein (1927), herec a režisér zde žil.

## Partnerská města
- Hövelhof, Německo
- Swanley, Spojené království